# Peștera (Brașov)
Peștera (ungarisch Pestera, deutsche Bedeutung etwa „Höhle“) ist ein Dorf im Kreis Brașov in Rumänien. Es ist Teil der Gemeinde Moieciu.

## Lage
Peștera liegt im äußersten Südosten Siebenbürgens. Es befindet sich an der Ostseite des Piatra Craiului-Gebirges, etwa sieben Kilometer südwestlich des Schlosses Bran (Törzburg).

## Geschichte

Josephinische Landaufnahme, 1769–1773

Die Region oberhalb der Törzburg und unterhalb des Törzburger Passes – eines wichtigen Karpatenübergangs – wurde vermutlich etwa am Ende des 17. Jahrhunderts besiedelt. Der Ort Peștera wurde im Jahr 1729 erstmals urkundlich erwähnt. Er war ein Dorf rumänischer Bauern und Viehhirten.
Nachdem Peștera bis zum Ende des Ersten Weltkrieges zum Königreich Ungarn, zum Fürstentum Siebenbürgen bzw. zu Österreich-Ungarn gehört hatte, ist es seitdem ein Teil des Staates Rumänien.

## Bevölkerung
Seit den ersten Erfassungen ist der Ort als überwiegend von Rumänen bewohnt ausgewiesen. Im Jahr 1850 wurden 503 Einwohner – sämtlich Rumänen – registriert. Seit dem Höhepunkt im Jahr 1941 (1115 Personen) nahm die Bevölkerungszahl ab. 2002 wurden noch 564 Bewohner gezählt.

## Verkehr
Peștera liegt einige Kilometer abseits der Passstraße zwischen Brașov und Pitești, die der Europastraße 574 entspricht und von der im Gemeindesitz Moieciu (de Jos) eine Fahrstraße nach Peștera abzweigt. In Moieciu de Jos bestehen Busverbindungen nach Brașov. Der Ort selbst hat keinen Anschluss an das Netz öffentlicher Verkehrsmittel. Der nächste Bahnhof befindet sich in etwa sieben Kilometer Entfernung an der Bahnstrecke Brașov–Zărnești in Zărnești.

## Sehenswürdigkeiten
Peștera ist Ausgangspunkt für Wanderungen in das Piatra Craiului-Gebirge. Im Ort gibt es mehrere Übernachtungsmöglichkeiten. Unweit des Dorfes liegt die Höhle Peștera Liliecilor.